# سياسات فيديل كاسترو

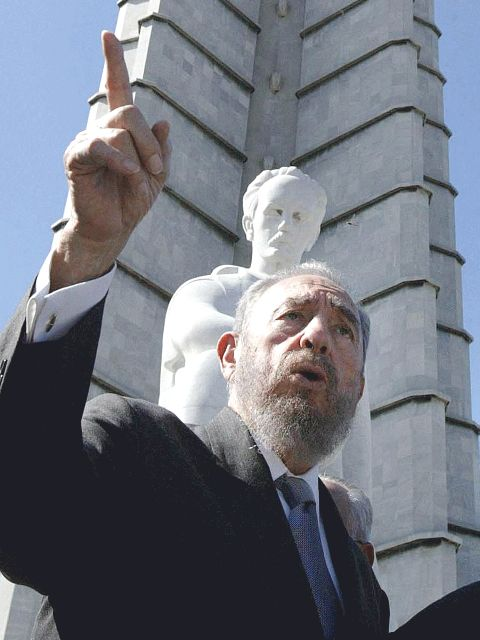

أعلن فيديل كاسترو نفسه اشتراكيا وماركسيا ولينينيا. وكماركسي لينيني، آمن كاسترو بشدة بضرورة تحويل كوبا والعالم اجمع من -نظام الرأسمالية- «الذي يمتلك فيه بعض الافراد كل وسائل الإنتاج» إلى -النظام الاشتراكي- «والذي يضع مصادر الدخل في ايادي العمال أنفسهم». في النظام الأول «الرأسمالي» يوجد انقسام طبقي بين طبقات الاغنياء «الذين يتحكمون في مصادر الإنتاج من مصانع ومزارع واعلام الخ..» والطبقات الأكثر فقراً العاملة بها، اما في النظام «الاشتراكي»، اوجدت «الطبقات الأكثر فقرا» فجوة طبقية متدنية تعمل الحكومة على ضحدها لتشكيل الاشتراكية.
الماركسية وهي نظرية سياسية اجتماعية وضعها الفيلسوفان الألمانيان كارل ماركس وفريدريك انجلز في منتصف القرن التاسع عشر. قائمة في اساسها على فكرة الصراع الطبقي، حيث ان المجتمع يتغير ويتطور بشكل رئيسي بسبب طغيان طبقة اجتماعية اعلى اقتصاديا على طبقة أخرى. لذا يؤمن الماركسيون بان الإقطاع تم استبداله بالرأسمالية في بدايات العصر الحالي حيث تمكنت الطبقة البرجوازية «الطبقة المصنعة الغنية»، من الاستحواذ على السلطة السياسية والاقتصادية من ايدي الطبقات الأرستقراطية والملكية «الطبقات التقليدية المالكة للأرض». وايمانا بنفس النظرية تنبئ الماركسيون أيضا بأن -الاشتراكية- سوف تحل محل -الراسمالية- بعد تمكن طبقة البروليتارية «طبقة العمال» من الاستيلاء على السلطة من ايدي البرجوازية من خلال الثورة. وعلى هذا فان مناصري الماركسية مؤمنون بها لتقديمها تحليلا منطقيا لحتمية استبدال الراسمالية بالاشتراكية في المجتمع البشري، وبأنها سوف تفعل ذلك.
اما اللينينة فتشير إلى النظريات التي وجدت كناتج للثورة الروسية ولبعض المنظرين السياسيين والسياسي فلاديمير لينين، قائد الحزب البلشفي «حزب الاغلبية الروسي» الذي كان عاملا مهما في ثورة أكتوبر التي اطاحت بالحكومة الروسية المؤقتة مستبدلة اياها بالجمهورية الروسية الاتحادية الاشتراكية السوفييتية تحت سلطة الحزب الشيوعي. كما تتمحور اللينينية حول وضع سياسات لطريقة تحويل الدولة من -الراس مالية- إلى -الاشتراكية- مستمدة اسسها من الماركسية. اما كاسترو فقد استخدم الافكار اللينينية كلبنة استند عليها في تحويل كوبا إلى النظام الاشتراكي دولة ومجتمعا.